# Општина Вела (Долж)
Вела (рум. Vela) општина је у Румунији у округу Долж.
Oпштина се налази на надморској висини од 171 m.